# ノコルド・トンプソン
ノコルド・トンプソン（英: Nockold Tompson、1714年10月26日 - 1777年6月13日）は、1759年から1760年までノリッジ市長を務めたビール醸造業者である。
1714年10月26日にシティ・オブ・ノリッジに生まれた、醸造業者のジョン・トンプソンとその妻ルースの息子である。同年11月21日に聖ミカエル・コスラニー教会において洗礼を受けた。
1753年から1754年までノリッジの保安官、1759年から1760年までノリッジ市長を務める。ドイツ出身の画家であるジョン・テオドール・ハインズが描いたトンプソンの肖像画がノリッジ城博物館・芸術ギャラリーに所蔵されている。1761年の英国議会選挙ノリッジ選挙区（当選人：2人）に立候補したものの落選してしまう。この選挙区では初代サフィールド男爵のハーボード・ハーボードとエドワード・ベーコンの2人が当選を果たしている。
トンプソンはアーラム・ホール（現在のイースト・アングリア大学）で農業経営をしていた。1771年の「農民暦」で農学者のアーサー・ヤングがトンプソンの作物収量を賞賛している。
1777年に没した彼は同年6月13日に反対者として埋葬された。トンプソンが1754年から1777年まで収入役を務めたオルダーマン・ノーマン財団は、ノリッジ市長を務めたジョン・ノーマン（1657年 - 1724年）の遺言により創設された。1777年にトンプソンが没した後、慈善事業に対する債務額のうち890ポンド18シリング10ペンスが債務不履行であることが判明し、財団が回収できたのはトンプソンの遺言執行者からの150ポンドのみであった。